# Godofredo Viana
Godofredo Viana là một đô thị thuộc bang Maranhão, Brasil. Đô thị này có diện tích 640,093 km², dân số năm 2007 là 10344 người, mật độ 16,16 người/km².